# Kunzea sulphurea
Kunzea sulphurea là một loài thực vật có hoa trong Họ Đào kim nương. Loài này được Tovey & P.Morris mô tả khoa học đầu tiên năm 1923.